# Chen Liting
Chen Liting (陈鲤庭, 20 octobre 1910 – 27 août 2013) est un dramaturge, réalisateur, scénariste, et théoricien du cinéma chinois. Considéré comme l'un des plus importants réalisateurs et scénaristes de l'avant-communisme, avec Shi Dongshan, Cai Chusheng, et Zheng Junli, son film le plus célèbre est Trois Destinées (1949).
Chen est abandonné durant son enfance et perd ses parents adoptifs durant sa jeunesse. Avant de devenir réalisateur, il travaille principalement dans le théâtre. Sa pièce patriotique Jetez votre fouet (en) a un grand succès et est jouée de nombreuses fois durant l'invasion japonaise de la Chine. Pendant ce conflit, il réalise une célèbre mise en scène de la pièce Qu Yuan, et écrit l'un des premiers livres chinois sur la théorie du cinéma.
Dans les années 1950, les tentatives de réalisation de Chen sont bloquées par le gouvernement communiste pour raisons politiques. Il travaille donc comme directeur général des studios Tianma avant d'être emprisonné durant la révolution culturelle. Après sa réhabilitation à la fin de cette période, il passe trois ans à travailler sur le film historique Da Feng Ge, mais prend sa retraite après son annulation à cause de la politique.

## Biographie

### Jeunesse et formation
Né à Shanghai en 1910, Chen Liting est abandonné enfant et adopté par d'autres parents. Il perd cependant son père adoptif à l'âge de quatre ans, et sa mère adoptive trois ans plus tard. Chen est élevé par son oncle paternel. Il entre dans un pensionnat à Jiangyin à 12 ans, puis, en 1924, au collège Chengzhong de Shanghai.
Au lycée, Chen s'intéresse aux drames modernes post-4-Mai. En 1928, il entre à l'université Daxia (ancêtre de l'Université normale de la Chine de l'Est) à Shanghai, où il traduit, réalise, et joue dans Le Lever de la Lune (en) de Isabella Augusta Gregory. C'est la première représentation chinoise de la pièce.

### Jetez votre fouet

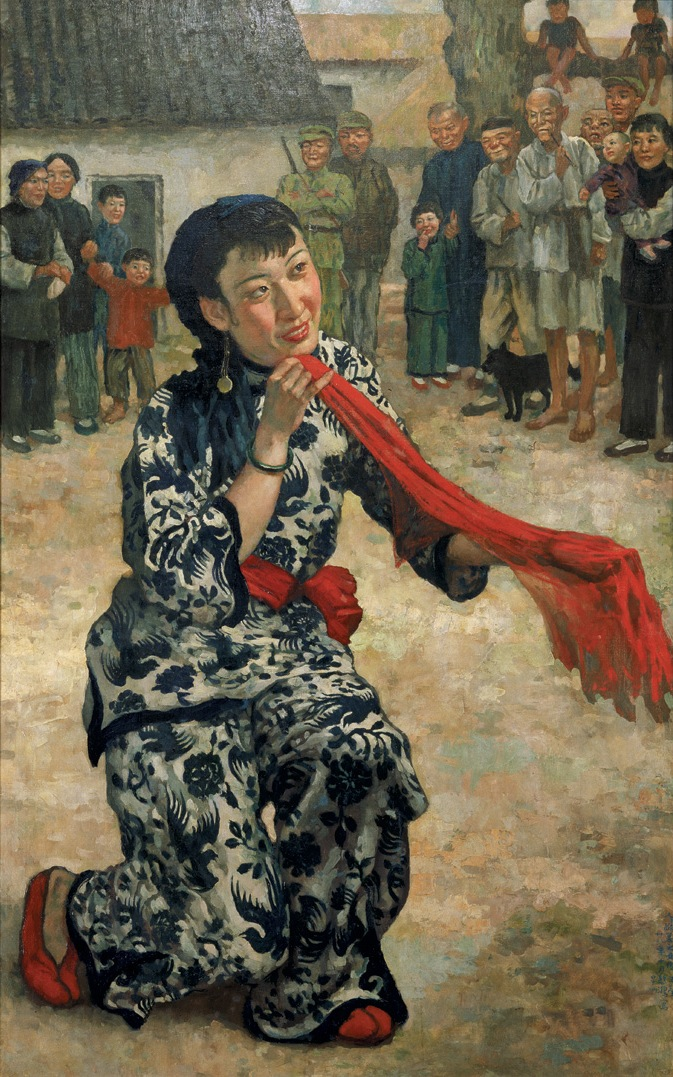
Le tableau Jetez votre fouet (1939) de Xu Beihong, représentant l'actrice Wang Ying.

Après l'université, Chen travaille comme instituteur dans une école primaire de Nanhui près de Shanghai. Fin 1931, il écrit la pièce patriotique Jetez votre fouet (en) (aussi traduit par Posez votre fouet), inspirée par la pièce Meiniang de Tian Han. Elle devient extrêmement populaire et est jouée de nombreuses fois dans toute la Chine durant la guerre contre les Japonais,, par des comédiens amateurs autant que professionnels. L'actrice Wang Ying (en) joue même dans une version en anglais à la Maison-Blanche devant le président Roosevelt et sa femme. La future Madame Mao, alors connue sous le nom de Li Yunhe, a également joué dans une de ses représentations. La pièce est décrite dans les médias chinois comme une « bombe atomique spirituelle » contre les envahisseurs japonais,. Elle inspire également des peintres comme Xu Beihong ou Situ Qiao.

### Guerre sino-japonaise
Chen retourne à Shanghai en 1932, où il écrit des critiques de films et traduit des livres soviétiques sur le cinéma en chinois. Après le début de l'invasion japonaise de la Chine en 1937, il rejoint le mouvement de résistance, servant comme chef de la 4e brigade de la « troupe de théâtre pour le salut » de Shanghai, qui joue de nombreuses pièces patriotiques dans les rues comme Jetez votre fouet. La troupe fuit cependant Shanghai avant sa capture par les Japonais, voyageant et jouant pendant les trois années suivantes dans de difficiles conditions dans le centre et le Sud-Ouest de la Chine.
En 1941, Chen arrive à Chongqing, la capitale provisoire de la Chine, et rejoint les studios chinois et la société cinématographique centrale du Kuomintang. Il travaille cependant principalement dans le théâtre et met en scène des pièces de Wu Zuguang, Xia Yan, et Chen Baichen. Sa plus grande contribution durant la guerre est la mise en scène de Qu Yuan, une célèbre pièce de Guo Moruo de 1942. Il publié également Les Règles du cinéma qui est considéré comme le premier livre chinois sur la théorie du cinéma,.

### Entre la Seconde Guerre mondiale et 1949

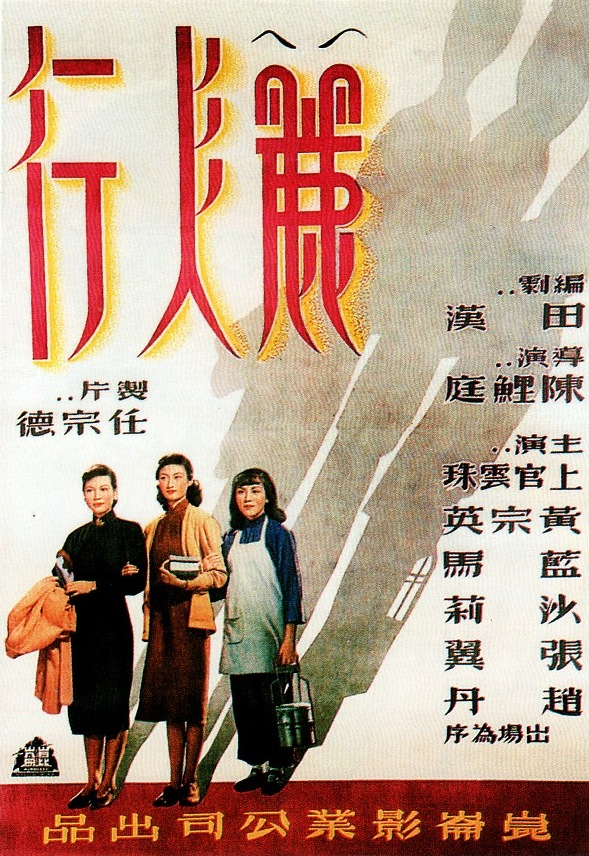
Affiche du film Trois Destinées.

Après la défaite japonaise de 1945, Chen retourne à Shanghai et rejoint le studio n°2 de Chine tout juste fondé par le gouvernement nationaliste. Il écrit et réalise Loin de l'amour, dont la première à Shanghai le 18 janvier 1947 au cinéma de Huanghou est considérée comme un tournant dans le cinéma chinois d'après-guerre. Le film a à l'affiche de célèbres acteurs et actrices comme Zhao Dan, Qin Yi, et Wu Yin, et le ministre de la Défense fournit à Chen des soldats en uniforme pour le tournage. C'est le premier film controverse sur le tumulte social provoqué par la guerre. Fin 1947, il réalise un autre film Rhapsodie du bonheur (en), écrit par Chen Baichen avec Huang Zongying et Zhao Dan.
Après avoir rejoint les studios Kunlun, une nouvelle société privée, Chen réalise Trois Destinées (aussi traduit en Femmes côte à côte ou Les Femmes combattantes) début 1949. Chen et le célèbre dramaturge Tian Han co-écrivent le scénario. Ce film est son plus célèbre et est considéré comme son chef-d'œuvre. Les trois actrices qui incarnent les trois destinées sont Shangguan Yunzhu, Huang Zongying et Sha Li.

### République populaire de Chine
Après l'établissement de la République populaire de Chine en 1949, Chen réalise deux films supplémentaires : Inéluctable (1950) et Le Travail est beau (1951). Mais il travaille principalement à des postes administratifs, servant comme membre de l'assemblée nationale populaire, et directeur général des studios Tianma de 1957 à 1966.
Dans les années 1950, Chen est nommé réalisateur du prochain film Li Shizhen mais en raison de son insistance pour que le réalisateur, et non les cadres de l’administration, ait le contrôle artistique, il est renvoyé et le film est réalisé par son ami Shen Fu,.
Dans les années 1960, Chen passe trois ans à préparer un film sur la vie de Lu Xun, avec les acteurs Zhao Dan, Yu Lan (en), et Sun Daolin, mais le film est annulé par le cadre communiste Ke Qingshi (en) pour raisons politiques.
Comme beaucoup d'autres intellectuels, Chen est emprisonné durant la révolution culturelle (1966-76). Après sa réhabilitation à la fin de cette période, il retourne travailler pour le studio de cinéma de Shanghai où il devient responsable de la qualité artistique. Lui et Chen Baichen travaillent ensemble pendant trois ans sur le film historique Da Feng Ge qui parle des intrigues de l'impératrice Lü Zhi dans le palais impérial après la mort de l'empereur Han Gaozu durant la dynastie Han. Le film est cependant de nouveau annulé par le gouvernement car il fait écho aux luttes de pouvoirs qui suivent la mort de Mao Zedong. Chen Baichen meurt d'un arrêt cardiaque en apprenant cette annulation, tandis que Chen Liting, alors âgé de presque 70 ans, se retire du cinéma.
En 2008, une biographie de Chen Liting par Xia Yu intitulée Amour lointain, d'après le film, est publiée. Il reçoit un prix du président Hu Jintao pour « ses contributions exceptionnelles à l'art du drame ».
Le matin du 27 août 2013, Chen Liting meurt à l'hôpital Huadong de Shanghai à 102 ans,.

## Famille
Chen Liting épouse Mao Yinfen durant le Grand bond en avant. Après 40 ans de mariage, elle meurt le 18 septembre 1998. Le couple a eu un enfant, une fille nommée Chen Maoni qui émigrera aux États-Unis.